# エチゼンクラゲ
エチゼンクラゲ（越前水母、越前海月、学名：Nemopilema nomurai）は、鉢虫綱根口クラゲ目ビゼンクラゲ科エチゼンクラゲ属に属するクラゲである。

## 概要

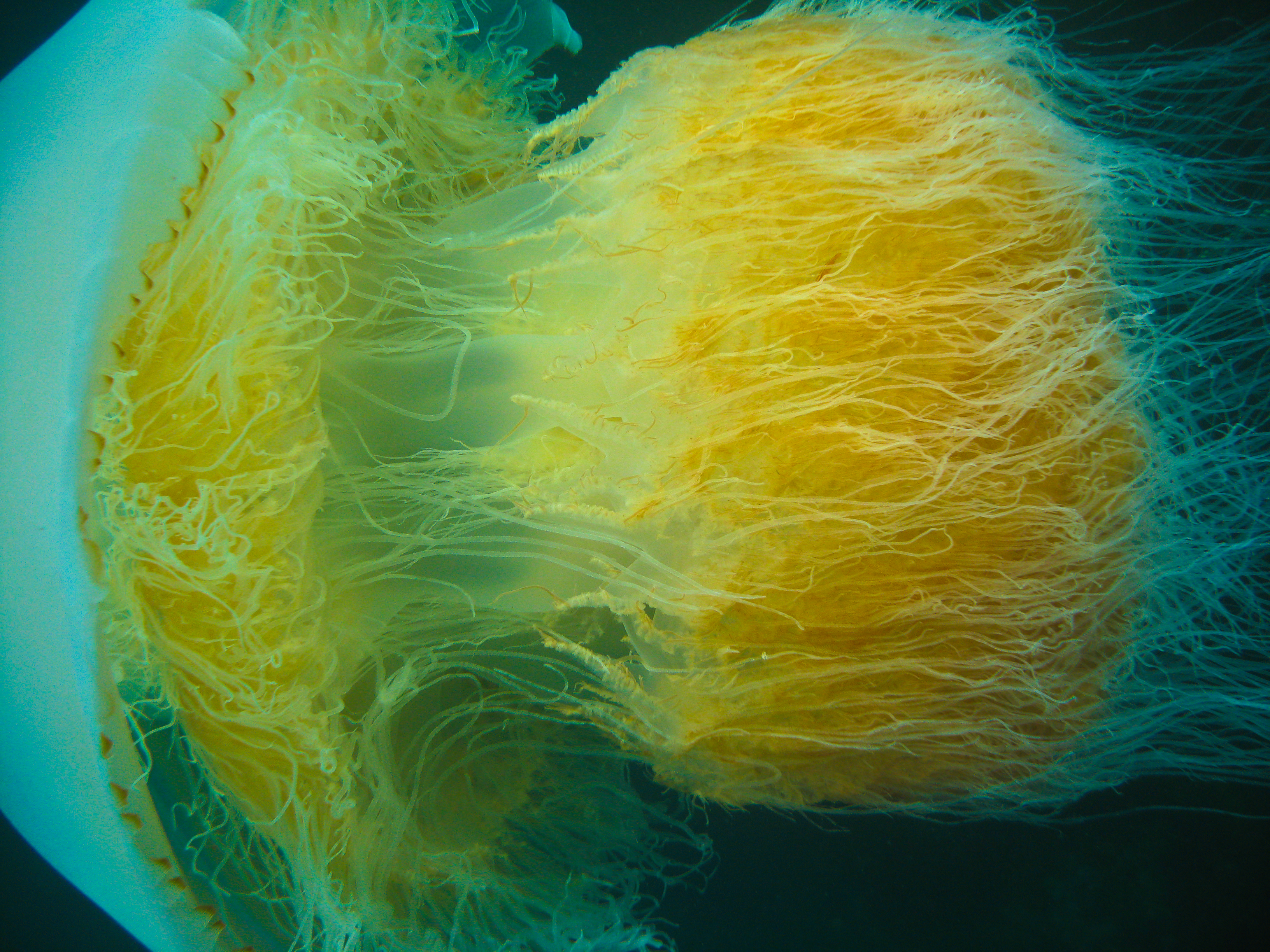
触手

大型のクラゲの1種で、傘の直径 2 m・湿重量 150 kgに達するものもある。体色には灰色・褐色・薄桃色などの変異があり、人が刺されたという報告はほとんどされていないが、最近の研究では毒性が高めであることがわかった。
東シナ海・黄海・渤海から日本海にかけて分布する。ときに大量発生し、漁網を破るなどの被害を与えることがある。
大型の根口クラゲ類は分厚く歯ごたえのよい間充ゲル（中膠）組織を持ち、ビゼンクラゲなどとともに古くから中華料理などの食材として利用されてきた。日本で食用として利用されているクラゲ類には産出地域の旧国名ごとに和名が与えられており、ビゼンクラゲ（岡山県：備前国）、ヒゼンクラゲ（佐賀県：肥前国）と命名されている。
エチゼンクラゲには日本での食用加工の歴史がなく、出現海域も特に福井県（越前国）に限定されることなく日本海沿岸全域にわたるものであるが、1921年12月に福井県水産試験場から当時の農商務省の岸上鎌吉博士の元へ標本が届けられて、初めて他とは違う種類であることがわかったことと、ビゼンクラゲに似ていることから、この名がつけられた。種小名の nomurai は、当時の福井県水産試験場長・野村貫一の姓から取られた。しかし、現在、福井県水産課は「エチゼンクラゲ」ではなく、「大型クラゲ」との言い換えを要請している。
本来の繁殖地は黄海および渤海であると考えられており、ここから個体群の一部が海流に乗って日本海に流入する。対馬海流に乗って津軽海峡から太平洋に流入したり、豊後水道付近で確認されたりした例がある。

## 名称
学名は当初 Stomolophus nomurai とされていたが、のちに現在の Nemopilema nomurai に変更された。
和名である「エチゼンクラゲ」は、本種が初めて記録された福井県の旧国名「越前」に由来している。近年、大量発生した本種が日本の沿岸に来遊し、甚大な漁業被害が引き起こされた。これにより、「エチゼン」を関する名前は福井県のイメージを傷つけるという批判が相次いだことから、このクラゲを「大型クラゲ」と呼称するようになったとされる。前述の通り、福井県水産課が言い換えを要請しているのも、こうした背景がある。
紫色・赤黒色の体を持つビゼンクラゲは、有明海沿岸では「アカクラゲ」とも呼ばれるが、エチゼンクラゲもその体色から、「シロクラゲ」と呼ばれる場合がある。

## 生態

人間とのサイズの比較

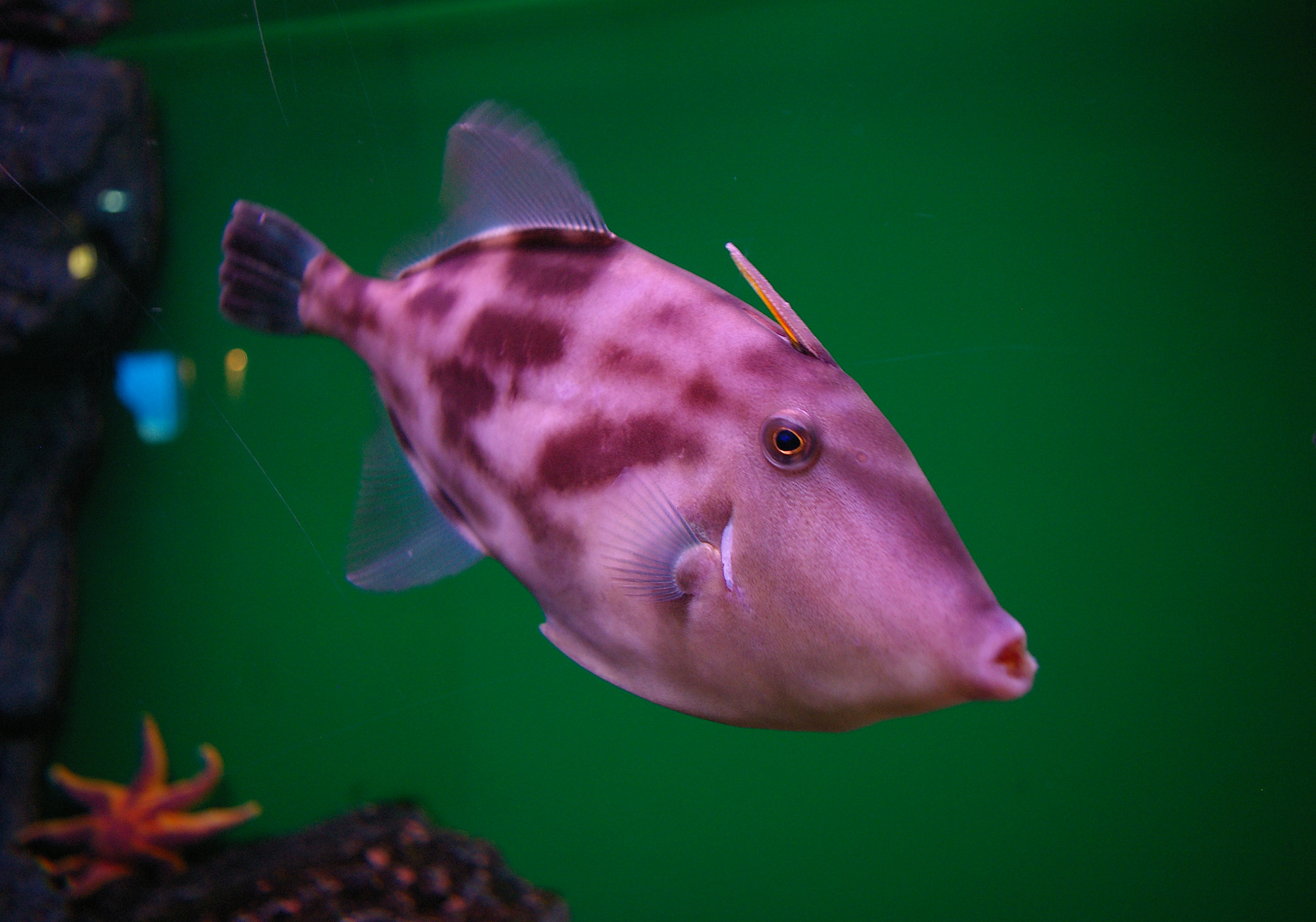
天敵のウマヅラハギ。エチゼンクラゲを集団で襲い、2メートルあるクラゲを1時間ほどで食べてしまう

これまであまり生態が知られておらず、人間にとって、水産業に被害を与えるだけと長らく考えられていたが、2000年代以降の研究で、エチゼンクラゲが地球で果たしている役割が明らかになっている。生活史は既に知られている他の根口クラゲ類と同様である。エサは主に小型の動物性プランクトンと考えられており、毒を持つ触手で捕まえて食べる。ただし毒が弱く、魚の皮膚で防御されてしまうため、魚は捕まえられない。人間が刺されると、皮膚がかゆくなったり腫れたりすることがある。
エチゼンクラゲは体がベタベタしており、弱って泳げなくなると体の表面に細かいごみがまとわりつき、重くなって沈んでしまう。このような形で、地球の生物地球化学的循環（生物循環）に寄与している。
エチゼンクラゲにはしばしば魚が寄りついているが、相利共生ではなく一方的な寄生だと考えられている。京大フィールド研の2007年の研究では、エチゼンクラゲの約95%に魚が寄りついており、大部分がマアジの稚魚である。毒のある触手の間をアジが隠れ家として利用しており、同時にエチゼンクラゲが集めたプランクトンを横取りしている（アジはクラゲを食べないようだ）。このような形で、アジはエチゼンクラゲとともに成長しながら旅をしていると考えられている。
またイボダイは隠れ家として利用しながら同時にエチゼンクラゲを捕食している。傘が破られると海底に沈んでしまい、貝・ヒトデ・カニなど海底の動物たちの餌食となる。このような形で、エチゼンクラゲが海底の食物連鎖に寄与する点も大きく、例えば、福井県では高級食材の「越前がに」として知られるズワイガニもエチゼンクラゲを捕食している。
天敵としてカワハギ類があげられる。特にウマヅラハギは集団でエチゼンクラゲを襲うことが判明し、石川県のカワハギ漁の漁師がエチゼンクラゲをウマヅラハギ漁の餌として実験して効果が確認されている(当地ではカワハギというとウマヅラハギのことであり、ウマヅラというとウスバハギのことである)。フグ目の仲間では、カワハギ類やキタマクラなどフグ類の魚が、弱ったり死んだエチゼンクラゲの傘を食べている事例が目撃されているが、ウマヅラハギは元気なエチゼンクラゲを生きたまま毒のある触手ごと食べてしまう。
定期的に大発生したり、激減したりするが、理由がよく解っていない。2009年は大発生して日本各地で漁業に大きな被害を与えたが、2010年度はその千分の一に激減した。

## 漁業

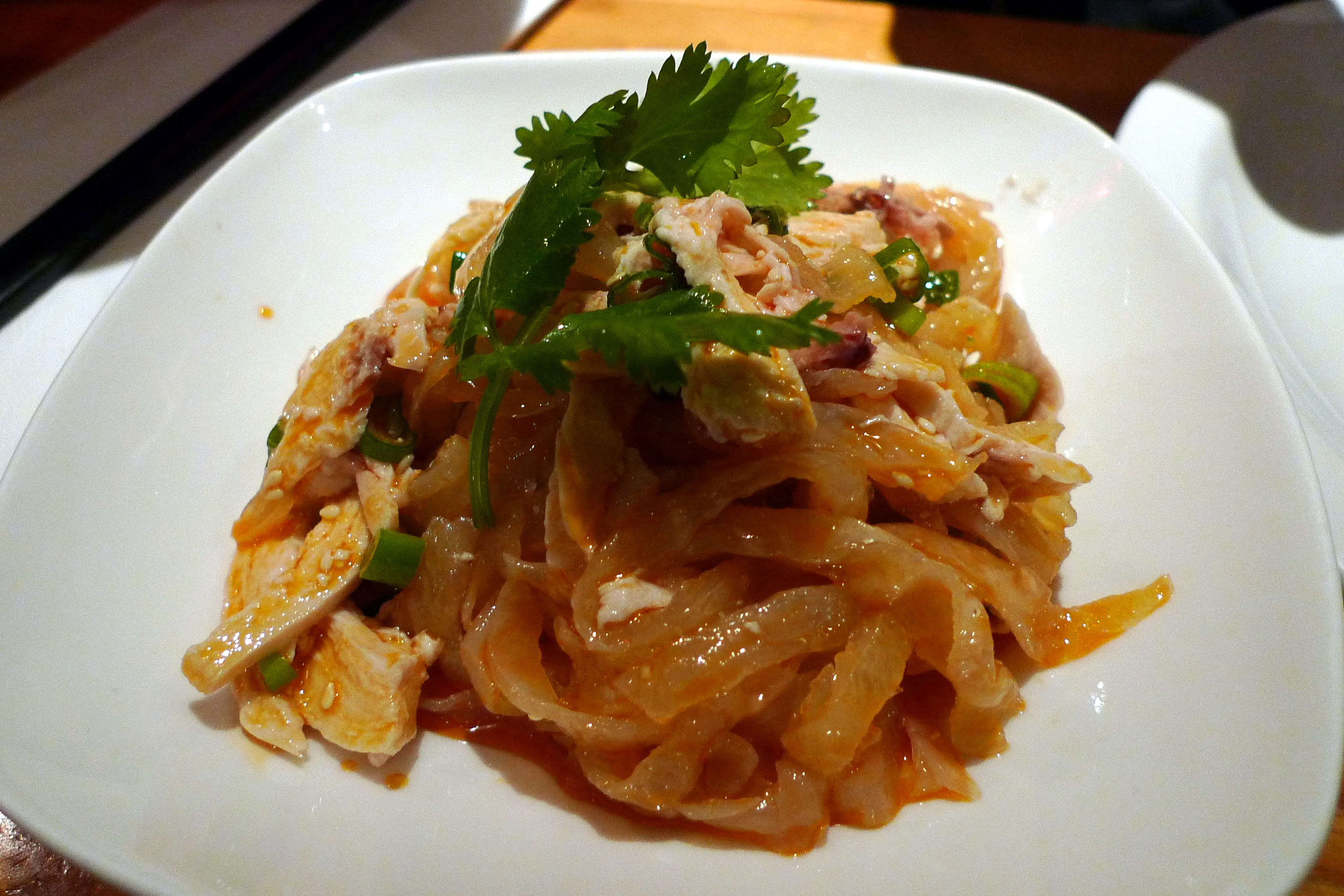
中華くらげ（調理例）

渤海・黄海では漁獲され、食用に加工されている。ビゼンクラゲに比べて歯ごたえ等が悪く、価格が安い。主に食用とする傘の部分は表面がざらざらしている上に肉が薄い。口腕の部分はほとんど利用されることはない。品質が低いため、多くは中華料理店などの業務用ではなく加工用に回され、日本のスーパーで「塩くらげ」や「中華くらげ」などの商品名で販売されている惣菜用クラゲの多くはエチゼンクラゲである。
日本では京都府や福井県などにいくつかの加工業者があるが、ほとんど漁獲されていない。エチゼンクラゲは大きくて重くて労力がかかる割に価格が安く、人件費を考えると海外産と比べて割に合わないためである。日本は主に東南アジア産の「塩くらげ」を年7000トンから10000トン規模で輸入しており、国内でのクラゲの需要は十分満たされている。日本でもクラゲが漁獲されてベトナムや中国向けに輸出されているが（実はクラゲを最も多用するのは中華料理よりもベトナム料理である）、エチゼンクラゲではなく高級な有明クラゲ（有明海で採れるビゼンクラゲのブランド。ビゼンクラゲとは別の種と言う説もある）が主である。そのため、魚と一緒に漁獲されたエチゼンクラゲは野積みして放置されるか（エチゼンクラゲは97%が水なので、時間経過と共に腐って液化して無くなる。これは最も安価な処分方法だが、長期間使える広い場所が必要になることと、悪臭に悩まされる問題がある）、産業廃棄物として処理される（破砕するとそのまま下水に流せる）。
加工の仕方によっては刺身のような食感が得られるため、日本国内でもその特性に合った利用法を追求しようという動きが広がっている。鶴岡市立加茂水族館では常時エチゼンクラゲ料理を提供している。福井県等特に多く見られる地域では細かくしてアイスクリームに入れ、エチゼンクラゲアイスとして販売されることもある。
エチゼンクラゲの体内には豊富なムチンが含まれており、これを化粧品や再生医療に利用しようという研究もなされている。
愛媛大学農学部にて保水性の高いエチゼンクラゲを土壌改良材として研究開発、山林などの緑化で実証実験をしている。
鳥取県にはエチゼンクラゲを利用してウマヅラハギを専用に捕獲する「カワハギ網」というものがある。網の中央の餌袋にエチゼンクラゲを括り付けて海底に設置すると、ウマヅラハギが集団で網の中にやってくるので、これを捕獲する。一般的なオキアミよりも食いつきが良い上に、エサ代がただである。
なお、エチゼンクラゲが大発生すると、エチゼンクラゲを餌として好む魚介類も繁殖し、豊漁となる。2009年から2010年にかけてのウマヅラハギの豊漁はエチゼンクラゲの大発生によるものと見られている。

## 大量発生による被害
昭和時代より、定期的に大発生を繰り返して問題となっている。東シナ海や日本海で大発生しても、日本沿岸には海流の関係で流れてこない年もあるが、日本沿岸に流れてきた場合、巨大な群が漁網に充満するなど、底曳き網や定置網といった、クラゲ漁を目的としない漁業を著しく妨害する。2000年代以降では、2005年、2006年、2007年、2009年、2021年に大発生している。
エチゼンクラゲの毒は魚の皮膚で防御され、可食部には到達しないため、エチゼンクラゲに刺された魚を人間が食べても問題ないが、魚の皮膚に傷がついたり、巨大なエチゼンクラゲに圧迫された魚が網の中で死んだりして、このクラゲと一緒に捕らえられた本来の漁獲の目的となる魚介類の商品価値を著しく下げてしまう被害も出ている。また、人間が多少エチゼンクラゲに刺されても皮膚が多少ピリピリする程度で大した影響はないが、漁網に充満したエチゼンクラゲの巨大な群を毎日扱う漁業関係者などは毎日何度も刺されるため、皮膚がかなり痒くなったり腫れたりする。顔などのデリケートなところを刺されると痛い。
1958年、エチゼンクラゲが津軽海峡まで漂い、太平洋戦争時に設置された浮遊機雷と誤認されて青函連絡船が運行停止になったことがあった。　また、クラゲの大量発生により発電所での電力供給が制限される事態が頻繁に起きている。古くからクラゲ漁を行っていない地域では、販路の確保や将来の漁獲の安定の見込みもないままにクラゲ漁用の漁具や加工設備を膨大な投資を行って整備するわけにもいかず、苦慮している。
2000年代には毎年のように大量発生しており、その原因として、産卵地である黄海沿岸の開発進行による富栄養化、地球温暖化による海水温上昇、日本近海の沿岸開発による自然海岸の喪失でクラゲに適した環境になった、などの説が挙げられていた。特に、中国が1993年より開発を進めている三峡ダムが原因ではないかという仮説が立てられ、2006年より国立環境研究所などが検証を進めていた。また、魚類の乱獲によって動物性プランクトンが余ってしまい、それをエサとするエチゼンクラゲが大量発生、さらにはエチゼンクラゲの高密度個体群によって魚の卵や稚魚が食害されて、さらに魚類が減るという悪循環のメカニズムになっているのではないかとの指摘があった。2010年以降は逆にエチゼンクラゲが激減し、2011年には「東日本大震災で日本の原発が停止した余波」と言う説も出た。いずれも仮説の域を出ておらず、今後の研究の進展が待たれる（要するに、定期的に大発生したり、激減したりするが、人間の活動と関係があるのかどうかもよく解っていない）。
なお、オスのズワイガニを地域の誇りとして「越前がに」と呼ぶように地理的表示保護制度で登録している福井県では、「エチゼンクラゲ」は逆に名称が報道される度に福井県産の海産物のイメージダウンになることを危惧して「大型クラゲ」などと言い換えをするように報道各社に要望している。日本でエチゼンクラゲの監視に当たる漁業情報サービスセンターや水産総合研究センターなどでは、ビゼンクラゲ（スナイロクラゲ）とエチゼンクラゲを特に区別せずに「大型クラゲ」と呼称しているが、ビゼンクラゲの方は2010年代より高級食材として中国向けの輸出が増大し、乱獲によって有明海では2016年より漁獲規制が行われているほどであるため、大量発生して漁業に被害を与える大型クラゲは普通はエチゼンクラゲの方である。

### 対策
対策として、漁獲された魚介類の中からエチゼンクラゲのみを選択的に分離排出する「大型クラゲ駆除効果促進ネット」が開発されている。しかし、クラゲは殺傷しなければ駆除できないという観点から、器具を使ってバラバラにして（クラゲはバラバラにしないと復活する）、エチゼンクラゲ群を文字通りの「海の藻屑」にする試みも行われている。
まず、曳航網などに設置した刃や針金でクラゲを切断する「クラゲカッター」と言うタイプの製品が存在する。2006年、エチゼンクラゲに加えてミズクラゲとアカクラゲに悩まされていた大分県漁業協同組合宇佐支店は、底引き網漁船のハッチに設置してクラゲをバラバラに切断する「クラゲカッター」を開発。2006年7月には宇佐支店青年部（全22隻）で唐津湾に繰り出してクラゲたちをバラバラに切断するミッションを行い、その実績から宇佐支店に所属する全ての底引き漁船（全81隻）に設置することが決まった。また、水産総合研究センター水産工学研究所は2009年、トロール網の後端部に格子状のステンレスワイヤーを配列した曳航網を開発した。日本海の大型クラゲ大量出現海域でこれを実際に曳航し、入網した全てのクラゲを殺傷できることを確認した。
漁をしながら魚網の表面に浮いたクラゲをポンプで海水ごと吸い込んでカッターで粉砕して高圧で排出する「クラゲ粉砕機（クラゲクラッシャー）」と言うタイプの製品も存在する。
クラゲの洋上駆除ではなく、陸上で破砕・脱水などの処理をおこなう「クラゲ処理機」も存在する。火力発電所の冷却水に混じるクラゲに悩まされる関西電力は、2002年に「加圧浮上分離処理装置」を開発した。まず、取水口にクラゲの流入を防止する「クラゲ防止網」を設置し、それでも入ってきたクラゲは除塵装置で回収し、クラゲ処理機に送って水と固形分に分離する。クラゲ処理装置を使うと、廃棄物をクラゲ処理量の1％以下にまで抑えられるとのこと。
韓国科学技術院（KAIST）は、カメラとGPSを使って大型クラゲを自動で発見して吸い込んでズタズタに切り刻む自律型ロボットのJEROS (Jellyfish Elimination RObotic Swarm、クラゲ抹殺ロボティック軍団)を開発し、2013年に馬山湾に投入した。1時間当たり900kgのクラゲをひも状にできるとのこと。日本では、2022現在、広島工業大学や東京大学などがAIで自動でクラゲを探して捕捉・粉砕するクラゲ抹殺ロボの開発を進めており、2024年度を目途に瀬戸内海に投入される予定。

## 飼育例
飼育は困難であり、短期間しか展示できない。
- エチゼンクラゲを飼育展示したことがある水族館
  - 新江ノ島水族館[28] - 2005年10月、世界初の人工繁殖に成功[29]。
  - 海遊館[30]
  - 越前松島水族館[31]